# 에드 우드

에드워드 데이비드 우드 주니어(Edward Davis Wood Jr, 1924~1978)는 미국의 독립영화 연출자이다. 그가 2차 세계대전당시 전쟁 다큐멘터리를 제작한 경력에 고무된 그는 당시 인기를 잃어가고 있던 왕년의 드라큐라 배우 벨라 루고시와 인연을 맺게되었고, 그를 1953년 작 《글렌 혹은 글렌다》에 출연시켰다. 그의 복장도착증을 고민한 흔적이 엿보이는 그의 영화는 당연히 관객들의 외면을 받게되었고, 우드는 몇편의 독립영화를 루고시와 같이한다.
루고시가 사망하고 나서도 에드우드는 계속 독립영화를 만들었지만, 대부분의 경우 그의 영화는 항상 흥행참패였고, 관객들이 시사회장에서 항의하는일이 다반사였다. 말년에는 펄프 픽션 작가로 활동하기도 했으며, 1978년 그는 심장마비로 그의 저택에서 사망했다.

## 연출작품
- Sun Was Setting (1951)-감독
- 《글렌 혹은 글렌다》 (1953)-감독,각본,주연
- Jail Bait (1954)-제작,감독,각본,라디오 진행자 역
- Bride of The Monster (1954)-제작,감독,각본,편집
- The Night of The Banshcried (1957)-감독,각본,제작
- Final Curtain (1957)-감독,각본,제작
- Plan 9 From Outer Space (1958)-감독,각본,편집
- Night Of Ghouls (1958)-감독,각본,조연,편집
- Sinister Urge (1959)-감독,제작,각본
- 《마법사들》 (1976)-감독,각본

1994년-팀 버튼이 조니 뎁을 주연으로 그의 전기영화 에드 우드를 제작했다.
2004년-에드우드가 연출한 포르노영화 마법사들이 발견되었다.
또한 그의 영화 외계로부터의 9호 계획은 세계 최악의 영화로 꼽히며 컬트영화가 되기도 했다.
포르노 감독으로 활동할때는 "죠니 카펜터"."돈 밀러"등의 이름을 사용하기도 했다.

## 같이 보기
- B급 영화
- 존 워터스